# Watan Group
Die Watan Group ist eine afghanische Unternehmensgruppe, die Telekommunikation-, Logistik- und Sicherheitsdienste anbietet und zählt mit zu den größten Unternehmen in Afghanistan.

## Unternehmen
Die Watan Group ist in Besitz von Ahmad Rateb Ratib Popal und seinem Bruder Ahmad Rashid Popal, beide Cousins des ehemaligen afghanischen Präsidenten Hamid Karzai und Teil einer politisch einflussreichen paschtunischen Familie. Beide Popal Brüder sind ehemalige Mudschahedin und waren einzeln in den USA wegen Heroinschmuggels angeklagt. Ratib Popal verbüßte im Zuge dessen von 1989 bis 1997 eine Haftstrafe.
Zur Watan Group gehören sechs Tochtergesellschaften:  Watan Telecom, Watan Risk Management, Watan Oil & Gas, Ehsaan Construction, Sino-Afghan Steel und AMP Lohistics, sowie Büros in Kabul, Kandahar, Dschalalabad, Herat und Masar-e Scharif.

### Watan Risk Management
Die Tochter Watan Risk Management begleitet als PMC NATO-Nachschublieferungen auf der Route Kabul-Kandahar und hat dabei regelmäßig Tote zu beklagen.

### Watan Telecom
2005 erhielt Watan Telecom für 30 Millionen USD die kleinere (40 %) von zwei bis zum Jahr 2020 gültigen Telekommunikations-Lizenzen für Afghanistan. Watan Telecom war dabei Teil eines Konsortiums zusammen aus Al Houbi Telecom mit Saudi-Arabien sowie den nordamerikanischen Unternehmen Cellular One und Globecom.

### Watan Oil & Gas
2011 gründete die CNPCI Watan Oil and Gas Afghanistan Ltd. die CNPCI Watan Energie Afghanistan (CNPCIW) als Joint Venture zusammen mit der China National Petroleum Corp. International. Am 26. Dezember 2011 genehmigte der Ministerrat der Islamischen Republik Afghanistan die Erschließung von drei Ölfeldern im Amu-Darya Becken im Norden von Afghanistan in der Region um die Stadt Masar-e Scharif. In der vorausgegangenen Ausschreibung zum 30. Juni bot CNPCIW 15 % Lizenzgebühren und bekam den Zuschlag.
Im Rahmen des darauf basierenden Vertrages mit dem afghanischen Ministerium für Bergbau vom 28. Dezember 2011 verpflichtete sich die Gesellschaft auf zusammen mit dem Kashkari-Ölfeld und dem Angot-Ölfeld fünf Ölfeldern zwischen 150.000 im ersten und 1,4 Millionen Barrel Erdöl ab dem fünften Jahr zu fördern.
Die US Geological Survey (USGS) schätzte 2011 die Mengen von unentdeckten und förderbaren Erdölressourcen für das Amu Darya Basin bei 962 Millionen Barrel Erdöl, 1,5 Billionen Kubikmeter Erdgas sowie 582 Millionen Barrel Flüssiggas.